# Каннський кінофестиваль 1963
16-й Каннський міжнародний кінофестиваль відбувся з 9 по 23 травня у Каннах, Франція. У конкурсі було представлено 26 повнометражних фільмів та 22 короткометражки. У позаконкурсній програмі взяли участь 2 стрічки. Фестиваль відкрито показом фільму Клітка режисера Альфреда Гічкока.

## Журі
- Арман Салакру — Голова журі,  Франція
- Рубен Мамулян, віце-голова,  США
- Жаклін Одрі,  Франція
- Крістін Баумгартнер,  Франція
- Френ Дрешер,  Франція
- Жан де Баронселлі, кінокритик,  Франція
- Робер Оссейн,  Франція
- Ростислав Юренєв,  СРСР
- Кашіко Кавакіта,  Японія
- Стівен Паллос,  Велика Британія
- Джан Луїджі Ронді,  Італія

Конкурсу короткометражних фільмів
- Анрі Алекан — Голова,  Франція
- Роберт Алла,  Франція
- Карл Шедерейт,  ФРН
- Ахмед Сефріуї,  Марокко
- Семіх Тургуль,  Туреччина

## Фільми-учасники конкурсної програми
Повнометражні фільми
| Фільм                      | Назва мовою оригіналу            | Режисер                  | Країна          |
| -------------------------- | -------------------------------- | ------------------------ | --------------- |
| Алворада (док.)            | Alvorada                         | Г'юго Ніблінг            | ФРН             |
| Безодня                    | Les Abysses                      | Нікос Папатакіс          | Франція         |
| Американський щур          | Le Rat d'Amérique                | Жан-Габріель Альбікокко  | Франція Італія  |
| Для решти світу (док.)     | Pour la suite du monde           | П'єр Перро та Мішель Бро | Канада          |
| Женихи                     | I fidanzati                      | Ерманно Ольмі            | Італія          |
| Імператриця У Цзетянь      | 武則天 / Wǔ Zétiān               | Лі Ханьсан               | Гонконг         |
| Інша Крістобаль            | El otro Cristóbal                | Арман Гатті              | Куба            |
| Клітка*                    | La Cage                          | Роберт Дарен             | Франція         |
| Кодін                      | Codine                           | Анрі Кольпі              | Франція Румунія |
| Коли йде дружина           | Kertes házak utcája              | Тамаш Фейєр              | Угорщина        |
| Ланцюгова реакція          | Carambolages                     | Марсель Блюваль          | Франція         |
| Леопард                    | Il Gattopardo                    | Лукіно Вісконті          | Італія          |
| Небо слави                 | Ouranos                          | Такіс Каннелопулос       | Греція          |
| Оптимістична трагедія      | Оптимистическая трагедия         | Самсон Самсонов          | СРСР            |
| Ось прийде кіт             | Až přijde kocour                 | Войтех Ясни              | Чехословаччина  |
| Поважні                    | Los Venerables todos             | Мануель Антін            | Аргентина       |
| Повелитель мух             | Lord Of The Flies                | Пітер Брук               | Велика Британія |
| Бджолина матка             | Una Storia Moderna: L'Ape Regina | Марко Феррері            | Італія Франція  |
| Таке спортивне життя       | This Sporting Life               | Ліндсі Андерсон          | Велика Британія |
| Тютюн                      | Тютюн                            | Нікола Корабов           | Болгарія        |
| Убити пересмішника         | To Kill a Mockingbird            | Роберт Малліган          | США             |
| Харакірі                   | 切腹                             | Масакі Кобаясі           | Японія          |
| Хороше кохання             | El buen amor                     | Франсіско Рігейро        | Іспанія         |
| Що трапилося з Бебі Джейн? | What Ever Happened to Baby Jane? | Роберт Олдріч            | США             |
| Як бути коханою            | Jak być kochaną                  | Войцех Хас               | Польща          |
| Як дві краплі води         | Als twee druppels water          | Фонс Радемакерс          | Нідерланди      |

* Фільм відкриття кінофестивалю

## Фільми позаконкурсної програми
- Вісім з половиною / Otto e mezzo, режисер Федеріко Фелліні
- Птахи / The Birds, режисер Альфред Гічкок

## Нагороди
- Золота пальмова гілка: Леопард, режисер Лукіно Вісконті
- Приз журі:
  - Харакірі, режисер Масакі Кобаясі
  - Ось прийде кіт, режисер Войтех Ясни
- Приз за найкращу чоловічу роль: Річард Гарріс у фільмі Таке спортивне життя
- Приз за найкращу жіночу роль: Марина Владі у фільмі Бджолина матка
- Найкращий сценарій: Кодін
- Золота пальмова гілка за короткометражний фільм:
  - Квасоля
  - Звучна поверхня
- Приз журі за короткометражний фільм: Moj Stan
- Особлива згадка - Короткометражні фільми:
  - Неділя
  - Ти
- Приз Гарі Купера : Убити пересмішника
- Приз ФІПРЕССІ : Таке спортивне життя, режисер Ліндсі Андерсон
- Приз Міжнародної Католицької організації в царині кіно (OCIC) : Женихи, режисер Ерманно Ольмі